# (5199) Dortmund
(5199) Dortmund es un asteroide perteneciente al cinturón de asteroides, descubierto el 7 de septiembre de 1981 por Liudmila Karachkina desde el Observatorio Astrofísico de Crimea (República de Crimea).

## Designación y nombre
Designado provisionalmente como 1981 RP2. Fue nombrado Dortmund en homenaje a Dortmund, ciudad alemana fundada aproximadamente el año 882, es uno de los mayores centros industriales, financieros y culturales de Alemania.

## Características orbitales
Dortmund está situado a una distancia media del Sol de 2,617 ua, pudiendo alejarse hasta 3,090 ua y acercarse hasta 2,143 ua. Su excentricidad es 0,180 y la inclinación orbital 12,27 grados. Emplea 1546,44 días en completar una órbita alrededor del Sol.

## Características físicas
La magnitud absoluta de Dortmund es 12. Tiene 9 km de diámetro y su albedo se estima en 0,452.